# Седаков, Юлий Евгеньевич
Юлий Евгеньевич Седаков — советский инженер, доктор технических наук, профессор, лауреат Государственной премии СССР и премии Совета Министров СССР.

## Биография
Родился в 1927 году в Брянске. Член КПСС.
Окончил Пензенский индустриальный институт.
В 1949—1952 гг. — инженер на Пензенском заводе аналитических машин.
В 1952—1957 гг. — помощник начальника цеха, начальник цеха по сборке и изготовлению опытных образцов ядерных боеголовок НИИ-11 в Арзамасе-16.
В 1957—1966 гг. — главный технолог, заместитель главного инженера — начальник СКБ завода п/я 46 (ныне — ПО «Старт») в Заречном.
В 1966—1994 гг. — директор Горьковского конструкторско-технологического бюро измерительных приборов.
За участие в разработке прибора типа АРД был в составе коллектива удостоен Государственной премии СССР 1967 года закрытым Постановлением Совета Министров СССР и ЦК КПСС.
Лауреат премии Совета Министров СССР (1980).
Умер в 1994 году в Нижнем Новгороде.

## Награды
- Орден Ленина (1971)
- Орден Трудового Красного Знамени (1955, 1962, 04.09.1981)
- Орден Знак Почёта (1956)